# Konrad de la Fuente
Konrad de la Fuente (Miami, 16 luglio 2001) è un calciatore statunitense, attaccante del Losanna e della nazionale statunitense.

## Biografia
Nato a Miami da genitori haitiani di origine dominicana, si trasferì in Spagna all'età di 10 anni, quando il padre ottenne un lavoro presso il consolato di Haiti a Barcellona.

## Caratteristiche tecniche
Ala sinistra in grado di giocare su entrambe le fasce, veloce, in possesso di un'ottima tecnica individuale che gli consente di creare superiorità numerica.

## Carriera

### Club
Muove i suoi primi passi nella cantera del Barcellona. Aggregato alla prima squadra, esordisce con i blaugrana il 24 novembre 2020 contro la Dinamo Kiev, incontro valido per la fase a gironi di UEFA Champions League, subentrando al 38' della ripresa al posto di Francisco Trincão.
Il 29 giugno 2021 viene acquistato dall'Olympique Marsiglia per 3,5 milioni di euro, firmando un contratto quadriennale.

### Nazionale
Dopo aver preso parte ai Mondiali Under-20 nel 2019, il 12 novembre 2020 esordisce da titolare in nazionale contro il Galles in amichevole. Viene sostituito al 71' da Ulysses Llanez.

## Statistiche

### Presenze e reti nei club
Statistiche aggiornate al 24 luglio 2024.
| Stagione            | Squadra             | Campionato          | Campionato | Campionato | Coppe nazionali | Coppe nazionali | Coppe nazionali | Coppe continentali | Coppe continentali | Coppe continentali | Altre coppe | Altre coppe | Altre coppe | Totale | Totale | Totale |
| Stagione            | Squadra             | Comp                | Pres       | Reti       | Comp            | Pres            | Reti            | Comp               | Pres               | Reti               | Comp        | Pres        | Reti        | Pres   | Reti   |        |
| ------------------- | ------------------- | ------------------- | ---------- | ---------- | --------------- | --------------- | --------------- | ------------------ | ------------------ | ------------------ | ----------- | ----------- | ----------- | ------ | ------ | ------ |
| 2018-2019           | Barcellona B        | SDB                 | 1          | 0          | -               | -               | -               | -                  | -                  | -                  | -           | -           | -           | 1      | 0      |        |
| 2019-2020           | Barcellona B        | SDB                 | 3+3        | 1+2        | -               | -               | -               | -                  | -                  | -                  | -           | -           | -           | 6      | 3      |        |
| 2020-2021           | Barcellona B        | SDB                 | 15+7       | 2+4        | -               | -               | -               | -                  | -                  | -                  | -           | -           | -           | 22     | 6      |        |
| Totale Barcellona B | Totale Barcellona B | Totale Barcellona B | 19+10      | 3+6        |                 | -               | -               |                    | -                  | -                  |             | -           | -           | 29     | 9      |        |
| 2020-2021           | Barcellona          | PD                  | 0          | 0          | CR              | 1               | 0               | UCL                | 2                  | 0                  | SS          | 0           | 0           | 3      | 0      |        |
| 2021-2022           | Olympique Marsiglia | L1                  | 16         | 0          | CF              | 1               | 0               | UEL+UECL           | 4+2                | 0+1                | -           | -           | -           | 23     | 1      |        |
| 2022-2023           | Olympiacos          | SL                  | 3          | 0          | CG              | 0               | 0               | UEL                | 2                  | 0                  | -           | -           | -           | 5      | 0      |        |
| 2023-2024           | Eibar               | SD                  | 21         | 3          | CR              | 3               | 1               | -                  | -                  | -                  | -           | -           | -           | 24     | 4      |        |
| Totale carriera     | Totale carriera     | Totale carriera     | 69         | 12         |                 | 5               | 1               |                    | 10                 | 1                  |             | 0           | 0           | 84     | 14     |        |

### Cronologia presenze e reti in nazionale
| Cronologia completa delle presenze e delle reti in nazionale ― Stati Uniti | Cronologia completa delle presenze e delle reti in nazionale ― Stati Uniti | Cronologia completa delle presenze e delle reti in nazionale ― Stati Uniti | Cronologia completa delle presenze e delle reti in nazionale ― Stati Uniti | Cronologia completa delle presenze e delle reti in nazionale ― Stati Uniti | Cronologia completa delle presenze e delle reti in nazionale ― Stati Uniti | Cronologia completa delle presenze e delle reti in nazionale ― Stati Uniti | Cronologia completa delle presenze e delle reti in nazionale ― Stati Uniti |
| Data                                                                       | Città                                                                      | In casa                                                                    | Risultato                                                                  | Ospiti                                                                     | Competizione                                                               | Reti                                                                       | Note                                                                       |
| -------------------------------------------------------------------------- | -------------------------------------------------------------------------- | -------------------------------------------------------------------------- | -------------------------------------------------------------------------- | -------------------------------------------------------------------------- | -------------------------------------------------------------------------- | -------------------------------------------------------------------------- | -------------------------------------------------------------------------- |
| 12-11-2020                                                                 | Cardiff                                                                    | Galles                                                                     | 0 – 0                                                                      | Stati Uniti                                                                | Amichevole                                                                 | -                                                                          | 71’                                                                        |
| 2-9-2021                                                                   | San Salvador                                                               | El Salvador                                                                | 0 – 0                                                                      | Stati Uniti                                                                | Qual. Mondiali 2022                                                        | -                                                                          | 65’                                                                        |
| 5-9-2021                                                                   | Nashville                                                                  | Stati Uniti                                                                | 1 – 1                                                                      | Canada                                                                     | Qual. Mondiali 2022                                                        | -                                                                          | 83’                                                                        |
| Totale                                                                     |                                                                            | Presenze                                                                   | 3                                                                          |                                                                            | Reti                                                                       | 0                                                                          |                                                                            |

## Palmarès

### Club

#### Competizioni nazionali
- Coppa di Spagna: 1

Barcellona: 2020-2021